# Petar Mićin
Petar Mićin (in serbo Петар Мићин?; Novi Sad, 29 settembre 1998) è un calciatore serbo, attaccante dello Zorja.

## Carriera

### Club

#### Gli inizi
Nato a Novi Sad, inizia a giocare a calcio nel Vojvodina, squadra della sua città. Nella seconda metà della stagione 2016-2017 va in prestito alla Crvena Zvezda Novi Sad, in Srpska Liga Voivodina, giocando 11 volte e segnando 3 gol. Tornato al Vojvodina, debutta in prima squadra il 21 luglio 2017, nel primo turno di Superliga, giocando titolare nel successo per 1-0 sul Čukarički.

#### Cukaricki
Il 31 agosto 2017, ultimo giorno di calciomercato estivo, si trasferisce a titolo definitivo al Čukarički, altra squadra di massima serie serba, con cui debutta l'8 settembre, all'ottava di campionato, entrando al 65' della gara sul campo del Mačva Šabac e realizzando il definitivo 2-0 al 77'. Il 20 settembre realizza una doppietta nel 3-0 in trasferta contro lo Jagodina in Coppa di Serbia. Chiude dopo mezza stagione con 17 presenze e 5 reti.

#### Chievo
Il 31 gennaio 2018, anche in questo caso ultima giornata di trattative, passa in prestito al Chievo, in Italia, venendo aggregato alla formazione Primavera.

#### Udinese e prestito al Sereď
Il 2 luglio 2018 diventa un nuovo giocatore dell'Udinese. Esordisce in serie A il 26 maggio 2019, nell'ultima giornata del torneo 2018/19 entrando all 88' al posto di Rolando Mandragora nella partita in casa del Cagliari. 
Dopo essere tornato in prestito al Čukarički, ritorna nel friulani nell'estate 2020, e disputa ancora una presenza, l'11 maggio 2021 in Napoli-Udinese 5-1, subentrando nella ripresa a Stefano Okaka. 
Dopo non essere mai riuscito ad conquistarsi un posto da titolare, il 6 settembre 2021 viene girato in prestito allo ŠKF Sereď.

#### Napredak Kruševac
L'11 luglio 2022 viene ceduto a titolo definitivo al Napredak Kruševac.

### Nazionale
Nel 2014 ha giocato una gara con l'Under-17, nelle qualificazioni all'Europeo di Bulgaria 2015, la vittoria per 1-0 in casa a Stara Pazova su Malta del 17 ottobre, nella quale è partito titolare.
Il 10 novembre 2017 debutta invece in Under-21 nelle qualificazioni agli Europei di Italia e San Marino 2019, giocando titolare nel successo per 3-1 in trasferta a Maria Enzersdorf contro l'Austria.

## Statistiche

### Presenze nei club
Statistiche aggiornate al 20 maggio 2021.
| Stagione            | Squadra          | Campionato       | Campionato | Campionato | Coppe nazionali | Coppe nazionali | Coppe nazionali | Coppe continentali | Coppe continentali | Coppe continentali | Altre coppe | Altre coppe | Altre coppe | Totale | Totale | Totale |
| Stagione            | Squadra          | Comp             | Pres       | Reti       | Comp            | Pres            | Reti            | Comp               | Pres               | Reti               | Comp        | Pres        | Reti        | Pres   | Reti   |        |
| ------------------- | ---------------- | ---------------- | ---------- | ---------- | --------------- | --------------- | --------------- | ------------------ | ------------------ | ------------------ | ----------- | ----------- | ----------- | ------ | ------ | ------ |
| apr.-ago. 2017      | Vojvodina        | SL               | 0          | 0          | CS              | 0               | 0               | -                  | -                  | -                  | -           | -           | -           | 0      | 0      |        |
| ago. 2017-gen. 2018 | Čukarički        | SL               | 16         | 2          | CS              | 2               | 3               | -                  | -                  | -                  | -           | -           | -           | 17     | 5      |        |
| 2018-2019           | Udinese          | A                | 1          | 0          | CI              | 0               | 0               | -                  | -                  | -                  | -           | -           | -           | 1      | 0      |        |
| 2019-2020           | Čukarički        | SL               | 11         | 0          | CS              | 4               | 0               | -                  | -                  | -                  | -           | -           | -           | 15     | 0      |        |
| Totale Čukarički    | Totale Čukarički | Totale Čukarički | 26         | 2          |                 | 6               | 3               |                    | -                  | -                  |             | -           | -           | 32     | 5      |        |
| 2020-2021           | Udinese          | A                | 1          | 0          | CI              | 0               | 0               | -                  | -                  | -                  | -           | -           | -           | 1      | 0      |        |
| Totale Udinese      | Totale Udinese   | Totale Udinese   | 2          | 0          |                 | 0               | 0               |                    | -                  | -                  |             | -           | -           | 2      | 0      |        |
| Totale carriera     | Totale carriera  | Totale carriera  | 39         | 5          |                 | 6               | 3               |                    | -                  | -                  |             | -           | -           | 45     | 8      |        |

### Cronologia presenze e reti in nazionale
| Cronologia completa delle presenze e delle reti in nazionale ― Serbia under 21 | Cronologia completa delle presenze e delle reti in nazionale ― Serbia under 21 | Cronologia completa delle presenze e delle reti in nazionale ― Serbia under 21 | Cronologia completa delle presenze e delle reti in nazionale ― Serbia under 21 | Cronologia completa delle presenze e delle reti in nazionale ― Serbia under 21 | Cronologia completa delle presenze e delle reti in nazionale ― Serbia under 21 | Cronologia completa delle presenze e delle reti in nazionale ― Serbia under 21 | Cronologia completa delle presenze e delle reti in nazionale ― Serbia under 21 |
| Data                                                                           | Città                                                                          | In casa                                                                        | Risultato                                                                      | Ospiti                                                                         | Competizione                                                                   | Reti                                                                           | Note                                                                           |
| ------------------------------------------------------------------------------ | ------------------------------------------------------------------------------ | ------------------------------------------------------------------------------ | ------------------------------------------------------------------------------ | ------------------------------------------------------------------------------ | ------------------------------------------------------------------------------ | ------------------------------------------------------------------------------ | ------------------------------------------------------------------------------ |
| 10-11-2017                                                                     | Maria Enzersdorf                                                               | Austria under 21                                                               | 1 – 3                                                                          | Serbia under 21                                                                | Qual. Europeo Under-21 2019                                                    | -                                                                              | 64’                                                                            |
| 14-11-2017                                                                     | Erevan                                                                         | Armenia under 21                                                               | 0 – 1                                                                          | Serbia under 21                                                                | Qual. Europeo Under-21 2019                                                    | -                                                                              | 56’                                                                            |
| 23-3-2018                                                                      | Gibilterra                                                                     | Gibilterra under 21                                                            | 0 – 6                                                                          | Serbia under 21                                                                | Qual. Europeo Under-21 2019                                                    | -                                                                              | 81’                                                                            |
| 27-3-2018                                                                      | Novi Sad                                                                       | Serbia under 21                                                                | 0 – 1                                                                          | Italia under 21                                                                | Amichevole                                                                     | -                                                                              | 75’                                                                            |
| 15-11-2018                                                                     | Castellastua                                                                   | Montenegro under 21                                                            | 1 – 0                                                                          | Serbia under 21                                                                | Amichevole                                                                     | -                                                                              |                                                                                |
| 26-3-2019                                                                      | Grodzisk Wielkopolski                                                          | Polonia under 21                                                               | 0 – 2                                                                          | Serbia under 21                                                                | Amichevole                                                                     | -                                                                              | 58’                                                                            |
| Totale                                                                         |                                                                                | Presenze                                                                       | 6                                                                              |                                                                                | Reti                                                                           | 0                                                                              |                                                                                |